# Markus Penz
Markus Penz (ur. 6 czerwca 1975 w Innsbrucku) – austriacki skeletonista, dwukrotny medalista mistrzostw Europy.

## Kariera
Największy sukces w karierze osiągnął w 2007 roku, kiedy zdobył srebrny medal podczas mistrzostw Europy w Königssee. W zawodach tych rozdzielił na podium Rosjanina Aleksandra Trietjakowa i Łotysza Tomassa Dukursa. Wywalczył także brązowy medal na rozgrywanych rok wcześniej mistrzostwach Europy w Sankt Moritz, plasując się za Szwajcarem Gregorem Stählim i Niemcem Frankiem Rommelem. W 2006 roku zajął także szesnaste miejsce na igrzyskach olimpijskich w Turynie. W zawodach Pucharu Świata pierwsze podium wywalczył 9 grudnia 2004 roku w Igls, gdzie był trzeci. Najlepsze wyniki osiągnął w sezonie 2006/2007, kiedy zajął czwarte miejsce w klasyfikacji generalnej.